# Rodolfo Lopez

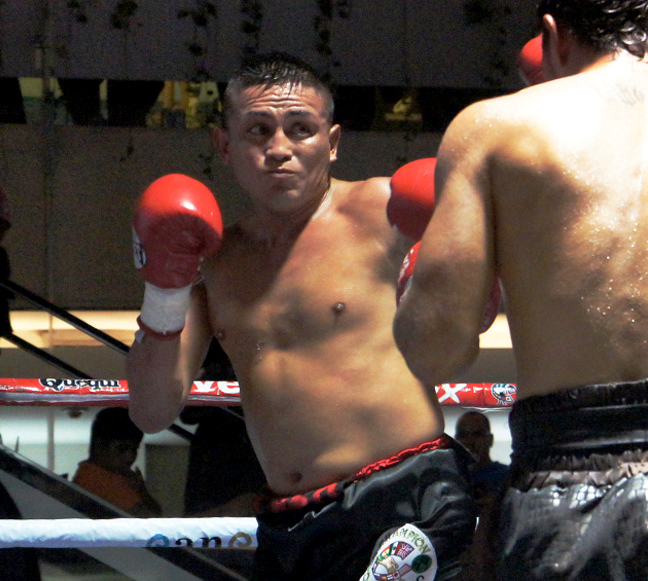
Rodolfo Lopez 2011

Rodolfo Lopez (* 18. September 1983 in Cancún, Mexiko) ist ein mexikanischer Boxer im Federgewicht. Er wird von Ignacio Beristain trainiert.

## Profi
Sein Profidebüt gab er am 19. Oktober 2000 und gewann gegen Juan Sanchez durch technischen K. o. Ende Juli des Jahres 2006 wurde er WBC-Weltmeister, als er den Japaner Takashi Koshimoto in der 7. Runde k. o. schlug. Allerdings verlor er diesen Gürtel bereits in seiner ersten Titelverteidigung im Dezember desselben Jahres an In-Jin Chi einstimmig nach Punkten.